# Homescapes
Homescapes — мобильная игра, распространяемая как free-to-play, была разработана и издана российской компанией Playrix 19 сентября 2017 года. Игра доступна на платформах iOS, Android и Amazon, App Store. Homescapes является спин-оффом Gardenscapes, в ней используется та же концепция геймплея — совмещение традиционных механик жанра «три в ряд» и сюжетной линии.
Общий и главный герой — дворецкий Остин, который восстанавливает фамильный особняк, также в игре фигурируют персонажи: Оливия, Уильям, Кэтрин и другие.

## Игровой процесс
Homescapes — головоломка в жанре «три в ряд». На каждом уровне есть цель — собрать определённое количество элементов, разложить ковёр и т. д. Homescapes разбита на главы — когда игрок проходит уровни, он зарабатывает звëзды, за которые открываются новые главы.

## Разработка
Игру создала компания Playrix, которая ранее разработала и выпустила Gardenscapes.

## Реакция
За первую неделю после выпуска Homescapes скачали 7 миллионов игроков. К концу первого месяца, 19 октября, общее количество скачиваний достигло 28 миллионов. В октябре Homescapes заняла четвёртое место в списке самых скачиваемых игр мира на iOS и 8-е — на Android.
19 февраля 2021 года российская рок-певица Земфира выпустила на своём официальном YouTube-канале снятый в сотрудничестве с Playrix клип на песню «Остин», в котором главным героем является дворецкий Остин.

## Критика
«Homescapes», наряду с другими играми от Playrix, подвергается критике в Интернете за показ вводящей в заблуждение рекламы, которая изображает игровой процесс, который является ложным и не похожим на саму игру. Этому посвящено несколько форумов на Reddit. Например, многие рекламные ролики для «Homescapes» изображают экшен-геймплей, который совершенно не похож на само приложение. В конце 2019 года на сайте change.org была создана петиция «Остановить ложную рекламу мобильных игр», в которой в качестве яркого примера приводилась игра Homescapes.